# 16e parallèle sud
Pour les articles homonymes, voir 16e parallèle.
En géographie, le 16e parallèle sud est le parallèle joignant les points de la surface de la Terre dont la latitude est égale à 16° sud.

## Géographie

### Dimensions
Dans le système géodésique WGS 84, au niveau de 16° de latitude sud, un degré de longitude équivaut à 107,34 km ; la longueur totale du parallèle est donc de 38 532 km, soit environ 96 % de celle de l'équateur. Il en est distant de 1 770 km et du pôle Sud de 8 232 km,.

### Régions traversées
Le 16e parallèle sud passe au-dessus des océans sur environ 76 % de sa longueur. Du point de vue des terres émergées, il traverse l'Afrique (Angola, Zambie, Zimbabwe, Mozambique, Malawi), Madagascar, l'Australie (Australie-Occidentale, Territoire du Nord, Queensland), le Vanuatu (Aore, Pentecôte), la Polynésie française (Toau, Raroia, Fakahina), l'Amérique du Sud (Pérou, Bolivie, Brésil) et Sainte-Hélène.
Le tableau ci-dessous résume les différentes zones traversées par le parallèle, d'ouest en est :
| Zone                                          | Début                 | Fin                   | Longueur (km) |
| --------------------------------------------- | --------------------- | --------------------- | ------------- |
| Océan Atlantique                              | 16° 00′ S, 5° 44′ O   | 16° 00′ S, 11° 49′ E  | 1 878         |
| Afrique                                       | 16° 00′ S, 11° 49′ E  | 16° 00′ S, 40° 08′ E  | 3 031         |
| Canal du Mozambique                           | 16° 00′ S, 40° 08′ E  | 16° 00′ S, 45° 09′ E  | 537           |
| Madagascar                                    | 16° 00′ S, 45° 09′ E  | 16° 00′ S, 49° 41′ E  | 485           |
| Océan Indien                                  | 16° 00′ S, 49° 41′ E  | 16° 00′ S, 124° 27′ E | 8 003         |
| Australie                                     | 16° 00′ S, 124° 27′ E | 16° 00′ S, 137° 13′ E | 1 366         |
| Golfe de Carpentarie                          | 16° 00′ S, 137° 13′ E | 16° 00′ S, 141° 24′ E | 448           |
| Australie (péninsule du cap York, Queensland) | 16° 00′ S, 141° 24′ E | 16° 00′ S, 145° 27′ E | 433           |
| Océan Pacifique                               | 16° 00′ S, 145° 27′ E | 16° 00′ S, 167° 10′ E | 2 324         |
| Aore (Vanuatu)                                | 16° 00′ S, 167° 10′ E | 16° 00′ S, 167° 23′ E | 23            |
| Océan Pacifique                               | 16° 00′ S, 167° 23′ E | 16° 00′ S, 168° 12′ E | 87            |
| Île de Pentecôte (Vanuatu)                    | 16° 00′ S, 168° 12′ E | 16° 00′ S, 168° 14′ E | 4             |
| Océan Pacifique                               | 16° 00′ S, 168° 14′ E | 16° 00′ S, 146° 04′ O | 4 892         |
| Toau                                          | 16° 00′ S, 146° 04′ O | 16° 00′ S, 145° 53′ O | 19            |
| Océan Pacifique                               | 16° 00′ S, 145° 53′ O | 16° 00′ S, 142° 27′ O | 369           |
| Raroia                                        | 16° 00′ S, 142° 27′ O | 16° 00′ S, 142° 19′ O | 13            |
| Océan Pacifique                               | 16° 00′ S, 142° 19′ O | 16° 00′ S, 140° 10′ O | 231           |
| Fakahina (Polynésie française)                | 16° 00′ S, 140° 10′ O | 16° 00′ S, 140° 08′ O | 4             |
| Océan Pacifique                               | 16° 00′ S, 140° 08′ O | 16° 00′ S, 74° 00′ O  | 7 079         |
| Amérique du Sud                               | 16° 00′ S, 74° 00′ O  | 16° 00′ S, 38° 55′ O  | 3 755         |
| Océan Atlantique                              | 16° 00′ S, 38° 55′ O  | 16° 00′ S, 5° 46′ O   | 3 548         |
| Île Sainte-Hélène                             | 16° 00′ S, 5° 46′ O   | 16° 00′ S, 5° 44′ O   | 4             |

### Îles proches
Le 16e parallèle passe à proximité des îles suivantes :
- Île Tromelin, Terres australes et antarctiques françaises ;
- Île Albatros, Cargados Carajos, Maurice ;
- Îles de la mer de Corail (Australie) ;
- Vanua Levu, Fidji ;
- Qelelevu, Fidji ;
- Niuatoputapu, Tonga ;
- Motu One, Polynésie française ;
- Tupai, Polynésie française ;
- Makatea, Polynésie française ;
- Kaukura, Polynésie française ;
- Niau, Polynésie française ;
- Fakarava, Polynésie française ;
- Kauehi, Polynésie française ;
- Raraka, Polynésie française ;
- Takume, Polynésie française ;
- Fangatau, Polynésie française.

## Frontière
Le parallèle délimite une partie de la frontière entre le Mozambique et le Zimbabwe. Il sépare le Zimbabwe au sud (district de Guruve, Mashonaland Central) du Mozambique au nord (district de Magoé, province de Tete) sur une cinquantaine de km, entre 16° 00′ S, 30° 25′ E et 16° 00′ S, 30° 55′ E.